# Hyposidra agrealesaria
Hyposidra agrealesaria là một loài bướm đêm trong họ Geometridae.